# 開成 (企業)
株式会社開成(かいせい、英文社名：KAISEI)は、かつて東京都武蔵野市に本社を置き、学生会館を運営していた企業である。

## 概要
1970年に下宿屋として創業し、1977年4月に法人へ改組。東京都内で食事付き、24時間管理人常駐の学生会館(男子会館2棟・女子会館6棟)の運営を行っていた。2011年の東日本大震災で被災した学生に対し、入館費を無償にするなどの支援も行っており、全国から様々な学生が集まって生活していた。
大半の物件は不動産オーナーから借り上げて運営していたが、2物件を自社で買収したと同時に財務状況が悪化。このため開成は、2019年に1物件を売却し、その物件をリースバックの形で運営することになった。2020年に発生した新型コロナウイルスの影響で、多くの大学がオンライン授業へ切り替えたことにより退寮者や地元に帰省する学生が続出し、平均入居率は60%だったという。さらに、2020年7月以降は管理人に対する給与も未払いとなった。このため開成は、2020年9月9日に東京地方裁判所から破産手続開始決定を受けた。
破産手続開始により、運営していた学生会館は破産管財人の管理下に置かれることになった。2020年9月10日以降は食事なしとなり、同日以降は入寮者自身が食事代を自己負担することになった。約300人いる入寮者に関しては、不動産オーナーが運営を継続する予定である1物件を除いて、破産管財人から2020年10月までの立ち退きを迫られ、入寮者は自身で転居先を探したり、共立メンテナンスやジェイ・エス・ビーなど同業他社の紹介を受けるなどして次々と転居していった。
破産管財人は、入寮者が前払いで支払った費用の返還について「返還は難しい」とコメントしている。毎日新聞は前社長に取材を申し込んだが、親族に「社長はいません」の一言で取材に応じられなかったという。
開成は、2021年6月16日に法人格が消滅した。

## 運営していた会館
- 開成井の頭学生会館(男子) - 東京都三鷹市井の頭2-20-12
- 開成調布学生会館(男子) - 東京都調布市上石原1-42-6
- 開成学生会館(女子) - 東京都三鷹市井の頭1-14-25
- 開成中野学生会館(女子) - 東京都中野区中野5-24-12
- 開成杉並学生会館(女子) - 東京都杉並区堀の内2-24-2
- 開成武蔵野学生会館(女子) - 東京都武蔵野市中町1-30-6
- 開成グリーンエージ会館(女子) - 東京都杉並区永福1-37-7
- 東京開成学生会館(女子) - 東京都板橋区成増1-16-27